# Mondain
Mondain, także moden francuski (fr. i ang. mondain) – rasa gołębia należąca do grupy uformowanych (I), i podobnie jak inne rasy pochodząca od udomowionego gołębia skalnego. Pochodzi z terenów Francji, gdzie hodowano go już w XVIII wieku oraz Niemiec, gdzie został wyhodowany w 1850 roku. Gołąb jest rozpowszechniony z uwagi na swoją płodność i wydajność produkcyjną. Jest gołębiem użytkowym, wykorzystywanym w celach konsumpcyjnych, także na wystawach.

## Historia

### Pochodzenie
Mondain jest starą rasą francuską, hodowaną już w XVIII wieku, jednak jej standard został przyjęty dopiero dwa wieki później – wtedy mianem mondaina określano wszystkie duże i średnie gołębie z zaokrąglonym kształtem. Rasa poddawana była licznym selekcjom na przestrzeni wieków, a nieoficjalne "standardy" wielokrotnie zmieniane; np. w 1824 wyróżniano trzy rodzaje mondainów.
Na początku wieku XX Alfred Gritton, prezydent Towarzystwa Przyjaciół Gołębi, postanowił ostatecznie sprecyzować rasę – przekrzyżował mondaina z włoskim romagnolim oraz garłaczem gandawskim, czego efektem ubocznym były opierzone nogi, utrudniające chów produkcyjny. Ostatecznie wyeliminowano tę cechę, korzystając z selekcji. Dopiero w 1931 roku doświadczeni hodowcy ustalili konkretne cechy ptaka.
W 1971 założono francuski Klub Przyjaciół Mondaina.

## Rasa

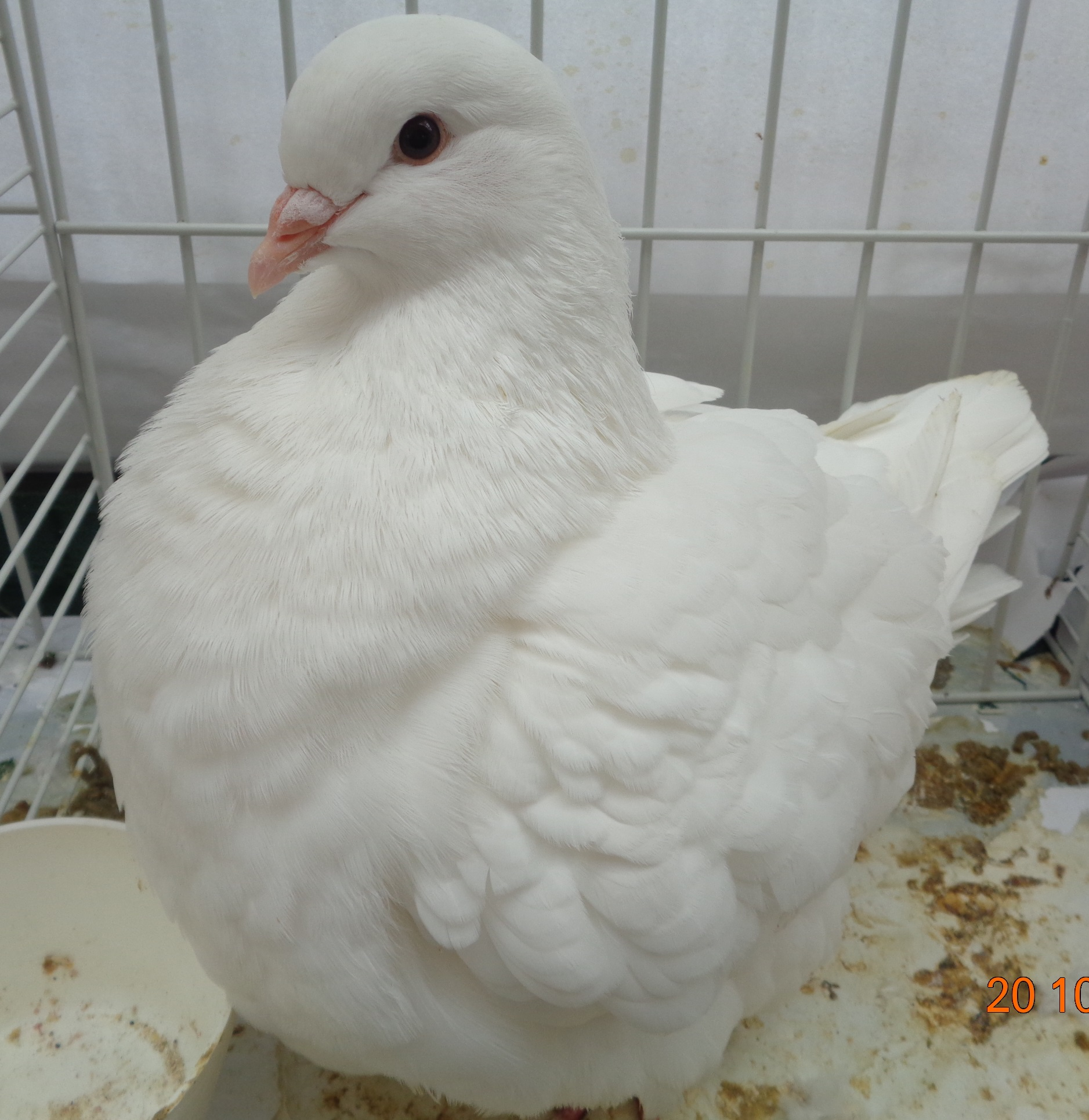

Mondain jest gołębiem użytkowym, hodowanym jako gołąb mięsny, a czasem wystawowy. Rasa jest powszechnie ceniona za płodność i wydajność chowu, o czym wypowiadał się już hrabia Buffon w XVIII wieku:

jest to jedna z ras najbardziej powszechnych i jednocześnie najbardziej poważanych ze względu na dobre wyniki rozrodu

### Odmiany
Istnieje wiele odmian gołębia, różniących się jedynie upierzeniem, od białego przez czerwone, niebieskie i żółte do czarnego. Niemiecki sędzia konkursowy Horst Schmidt wyróżnił 18 odmian mondainów.

### Krzyżowanie
Przy pomocy mondaina wyhodowano rasę koszua.

## Budowa

### Opis[2][5][3]
Mondain to duży, szeroki i postawny ptak, charakteryzujący się silną, dużą piersią i okrągłym kształtem.

#### Głowa
Mała w stosunku do reszty ciała, tworzy kąt w przybliżeniu prosty między okrągłym i wydatnym czołem a dziobem.

#### Szyja
Krótka i gruba, od dołu mocna, następnie coraz węższa.

#### Pierś
Bardzo szeroka, mocna i głęboka.

#### Plecy
Zawężające się do tyłu.

#### Skrzydła
Szerokie, dosyć krótkie.

#### Nogi
Szeroko rozstawione, krótkie, nie posiadają żadnych piór (vide: Historia dla wytłumaczenia tego zjawiska).

### Upierzenie
Gęste, podobne do gołębia skalnego, dla odmian istnieje wiele innych (vide: Rasa oraz np.).

### Waga ciała[2][3]
- Samiec: waga ≥ 950 g
- Samica: waga ≥ 850 g

Zdarzają się osobniki o masie ciała > 1 kg.

## Hodowla
Wymaga dużej przestrzeni życiowej, zwłaszcza cel gniazdowych.

### Unikać
Należy unikać małej wąskiej klatki piersiowej, nieprzystającej do normy długości tułowia, za bardzo grubej bądź spłaszczonej głowy, zbyt długich skrzydeł i ogona oraz niezdecydowanego, rozmytego upierzenia.

### Identyfikacja
Numer obrączki: 11 Numer w Federacji Europejskiej: EE 6